# دهستان عسگریه
دهستان عسگریه نام دهستانی در شهرستان پیشوا، به مرکزیت روستای عسگرآباد در استان تهران در ایران است. براساس سرشماری مرکز آمار ایران در سال ۱۳۸۵، جمعیت آن ۱۴۳۶۴ نفر (۳۳۰۸ خانوار) بوده‌است.